# Аболоньє (Духовщинський район)
Аболоньє (Аболон, рос. Аболонье) — село в Духовщинському районі Смоленської області Росії. Входить до складу Булгаковського сільського поселення. Станом на 2007 постійного населення не має.
Розташоване в північній частині області за 17 км на північний захід від Духовщини, за 11 км на захід автодороги Р 136 Смоленськ — Нелідово, на березі річки Дряжня. За 39 км на південний схід від села розташована залізнична станція Прісельска на лінії Москва — Мінськ.

## Історія
У роки Німецько-радянської війни село була окуповане гітлерівськими військами в липні 1941 року, звільнене у вересні 1943 року.